# Власовка (Переволоцький район)
Вла́совка (рос. Власовка) — село у складі Переволоцького району Оренбурзької області, Росія.

## Населення
Населення — 23 особи (2010; 68 у 2002).
Національний склад (станом на 2002 рік):
- росіяни — 84 %